# Telmatoblechnum serrulatum
 (août 2024).
Espèce

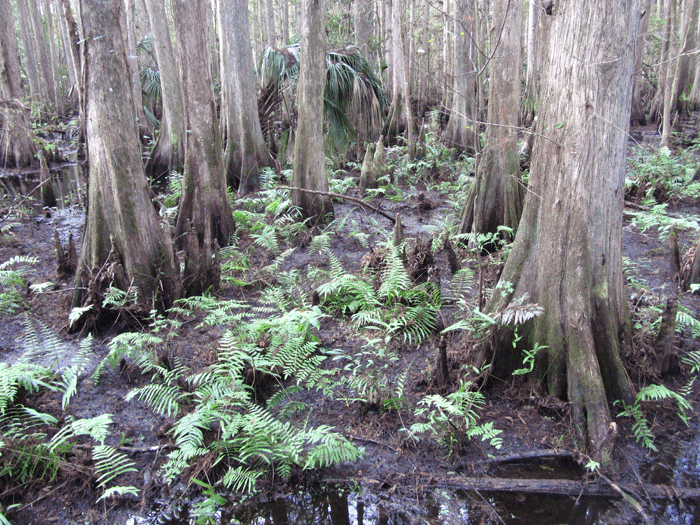

Telmatoblechnum serrulatum est une espèce de fougères de la famille des Blechnaceae

## Répartition
Telmatoblechnum serrulatum est originaire de Floride, du Sud du Mexique, de l'Amérique centrale, des Caraïbes, du Nord et de l'Ouest de l'Amérique du Sud, du Brésil, du Paraguay et du Nord Est de l'Argentine.

## Description
Cette fougère est comparable à d’autres fougères qui se composent d’un stipe poussant à partir des rhizomes et de pennes poussant à partir du rachis. L’ensemble du spécimen au-dessus du sol s’appelle la fronde. Les frondes de cette espèce sont monomorphes et mesurent généralement environ 30 à 50 cm de long et 7 à 16 cm de large. À la base, le stipe est généralement brun clair, parfois plus foncé à la base, généralement de 10 à 70 cm de long, et semble cylindrique. Les rhizomes se forment horizontalement, grimpant même parfois sur des troncs d’arbres, et sont couverts d’écailles brun foncé. Il y a la présence de spores qui sont situées sur la face inférieure des pennes, généralement de couleur beige à brune. De plus, il y a une nervure centrale qui s’étend sur toute la longueur des pennes.

## Écologie et habitat
L’espèce se trouve couramment dans les marais d’eau douce et les marécages dans les régions tropicales ou subtropicales. On peut également le trouver dans les prairies humides, les forêts de pins humides et parfois dans les forêts. Plus précisément, en Floride, l’habitat enregistré pour cette fougère est des endroits humides et ombragés. L’aire de répartition de cette espèce de fougère s’étend de la Floride à l’Amérique du Sud et a été signalée en Malaisie et en Australie.
Elle a montré une bonne résistance à la contamination par le plomb lorsqu’elle pousse sur des résidus de mines de charbon.

## Conservation
Cette espèce de fougères n’a pas été évaluée pour des mesures de conservation. Cependant, elle a été utilisée pour des projets de restauration des zones humides.

## Systématique
Le nom correct complet (avec auteur) de ce taxon est Telmatoblechnum serrulatum (Rich.) Perrie (d), D.J.Ohlsen (d) & Brownsey (d).
L'espèce a été initialement classée dans le genre Blechnum sous le basionyme Blechnum serrulatum Rich..
Son nom vernaculaire anglais est Toothed midsorus fern.
Telmatoblechnum serrulatum a pour synonymes :
- Blechnopsis serrulata (Rich.) C.Presl
- Blechnum serrulatum f. nanum Hassl.
- Blechnum serrulatum var. crespianum Bosco
- Blechnum serrulatum var. distans Christ
- Blechnum serrulatum var. stierii (Rosenst.) Rosenst.
- Blechnum serrulatum Rich.
- Blechnum stierii Rosenst.
- Salpichlaena serrulata (Rich.) Trevis.
- Spicanta serrulata (Rich.) Kuntze
- Telmatoblechnum serrulatum (Rich.) Pierre et al.